# Urocitellus parryii
Spermophile arctique
Espèce
Répartition géographique
Statut de conservation UICN

 LC  : Préoccupation mineure
Urocitellus parryii, communément appelé le Spermophile arctique, est une espèce de rongeurs de la famille des Sciuridés. 

## Liste des sous-espèces
Selon Catalogue of Life (10 novembre 2020) :
- sous-espèce Urocitellus parryii ablusus (Osgood, 1903)
- sous-espèce Urocitellus parryii kennicottii (Ross, 1861)
- sous-espèce Urocitellus parryii kodiacensis (J. A. Allen, 1874)
- sous-espèce Urocitellus parryii leucostictus (Brandt, 1844)
- sous-espèce Urocitellus parryii lyratus (Hall & Gilmore, 1932)
- sous-espèce Urocitellus parryii nebulicola (Osgood, 1903)
- sous-espèce Urocitellus parryii osgoodi (Merriam, 1900)
- sous-espèce Urocitellus parryii parryii (Richardson, 1825)
- sous-espèce Urocitellus parryii plesius (Osgood, 1900)
- sous-espèce Urocitellus parryii stejnegeri (J. A. Allen, 1903)